# Pierre de Fermat
Pierre de Fermat (ur. 17 sierpnia 1601 w Beaumont-de-Lomagne, zm. 12 stycznia 1665 w Castres) – francuski prawnik i matematyk amator, fizyk matematyczny, od 1631 radca parlamentu (ówczesna nazwa sądu) w Tuluzie.
Jego główny obszar badań to teoria liczb, w której udowodnił kilka twierdzeń i sformułował znaczące hipotezy, m.in. słynne wielkie twierdzenie Fermata. Współtworzył też nowe dziedziny matematyki: on i Blaise Pascal rozwinęli podstawy rachunku prawdopodobieństwa, niezależnie od Kartezjusza opracował geometrię analityczną, a jego koncepcje w optyce geometrycznej przyczyniły się do powstania rachunku wariacyjnego.

## Dorobek badawczy
Wykazał, że wszystkie krzywe drugiego stopnia da się uzyskać przez odpowiednie przecinanie płaszczyzną powierzchni stożka; podał metodę znajdowania ekstremum funkcji.

### Autorstwo geometrii analitycznej
Większość jego prac matematycznych została opublikowana dopiero po śmierci przez syna, Samuela. Fermat nie publikował swoich odkryć, przez co pozostawały nieznane. Niektóre z nich zostały następnie niezależnie odkryte przez Kartezjusza, co wywołało spór o pierwszeństwo. Było tak m.in. z kartezjańskim układem współrzędnych i wieloma innymi zastosowaniami algebry w geometrii. Fermat już w 1636 wprowadził metodę prostokątnego układu współrzędnych, przeprowadził dowód, że równaniom pierwszego stopnia odpowiadają proste, a równaniom drugiego stopnia linie odpowiadające przecięciu stożka płaszczyzną (np. elipsy, hiperbole, parabole). Spór między Fermatem a Kartezjuszem zakończył się ostatecznie pogodzeniem obu uczonych i wzajemnym uznaniem zasług. Obecnie obaj uznawani są za ojców geometrii analitycznej.

## Upamiętnienie
Nazewnictwo
- liczby Fermata

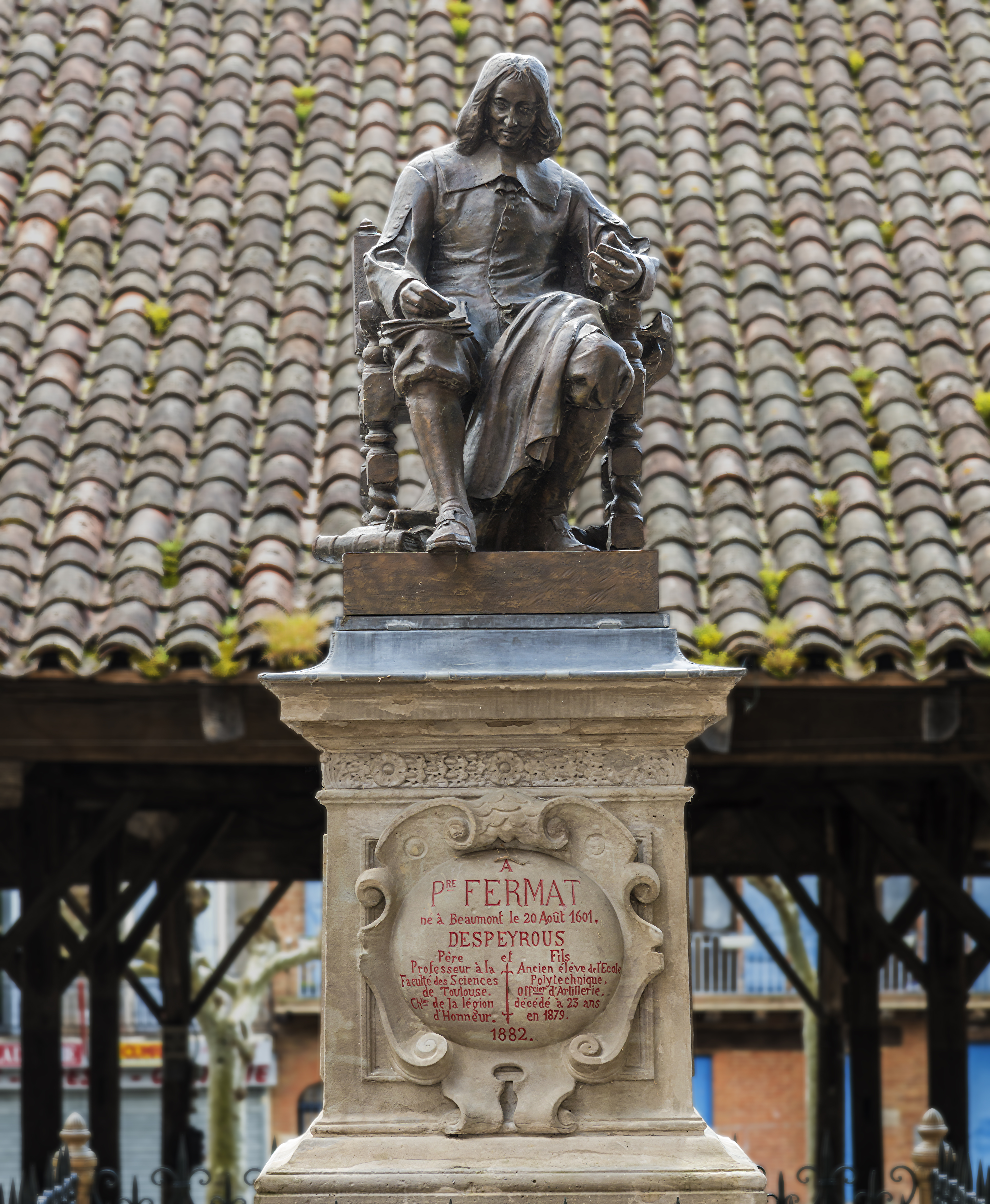
Pomnik Fermata w Beaumont-de-Lomagne

- twierdzenie Fermata o sumie dwóch kwadratów
- test pierwszości Fermata
- małe twierdzenie Fermata
- algorytm Fermata
- zasada Fermata
- punkt Fermata
- Spirala Fermata
- Nagroda Fermata

Sztuka
W rodzinnym Beaumont-de-Lomagne w 1881 roku postawiono Fermatowi pomnik.